# TamFEST
Tamburaški festival odraslih tamburaša i plesača (skr. TamFEST), godišnji je glazbeni i folklorni festival u organizaciji Hrvatske bratske zajednice, koji se održava u gradovima Sjedinjenih Američkih Država. Održava se od 1987. godine. Na Festivalu nastupaju kulturno-umjetnička društva, zborovi i orkestri s područja SAD-a, hrvatskoga iseljeništva, ali i iz Hrvatske.
Osim tamburaške glazbe, na Festivalu se izvodi i klapsko pjevanje i ini oblici hrvatske narodne glazbe.